# Tayeb Salih
Tayeb Salih (arabiska: الطيب صالح), född 12 juli 1929 i Karmakol nära El Debba i Sudan, död 18 februari 2009, var en sudanesisk författare. Han utbildade sig vid Gordon Memorial College i huvudstaden Khartoum och flyttade 1952 till London. Han kom att tillbringa en stor del av sitt liv utomlands och arbetade bland annat för BBC:s arabiska sektion, qatariska informationsministeriet och Unesco i Paris innan han slutligen slog sig ner i London.
Salih räknas till de mest framstående sudanesiska författarna och hans verk är populära i hela den arabiska världen. Han blev mest känd för romanen Utvandringens tid (1966) som tar upp kolonialistiska teman och som har översatts till över 30 språk. Den Arabiska litterära akademien utsåg den till 1900-talets mest betydande arabiska bok.